# Erdbeben in der Provence 1909
Das Erdbeben in der Provence (auch: Beben von Lambesc) 1909 ist bis heute mit einer Stärke von 6,2 auf der Richterskala das stärkste Beben, dass in der France métropolitaine, dem französischen Mutterland, verzeichnet wurde. Es starben 46 Menschen, verletzt wurden 250 und rund 2000 Gebäude beschädigt. Das Dorf Lambesc wurde bei dem Beben vollständig zerstört.

## Geologische und geotektonische Grundlagen
Das Erdbeben ist auf tektonische Bewegungen, die mit der Subduktion der Afrikanischen Platte unter die Eurasische Platte in Verbindung stehen, zurückzuführen. Aus der Schadensbilanz und der Analyse der Daten konnte die Lage des Epizentrums und die Herdtiefe des Bebens mit mindestens 6 km bestimmt werden.
Das Erdbeben fand an der Faille de Trévaresse (Störung von Trévaresse) statt, die als Querstörung zu einem überregionalen Grabensystem (der Mittelmeer-Mjösen-Zone) gehört. Diese reicht vom Tal der Rhône über den Oberrheingraben bis in den Süden Norwegens. Die kerntechnischen Anlagen von Cadarache liegen in der Nachbarschaft dieses Verwerfungssystems.
Anhand der Isoseisten-Karte des Bebens kann man die Zonen mit verwüstenden bis vernichtenden Schäden entsprechend der damals gebräuchlichen Mercalliskala (Zone IX bis X) lokalisieren. Im Bereich der stärksten Zerstörungen (Zone X) lagen die Ortschaften Beaulieu, Lambesc, Rognes, Venelles, Saint-Cannat und Vernègues.

## Zeitlicher Ablauf

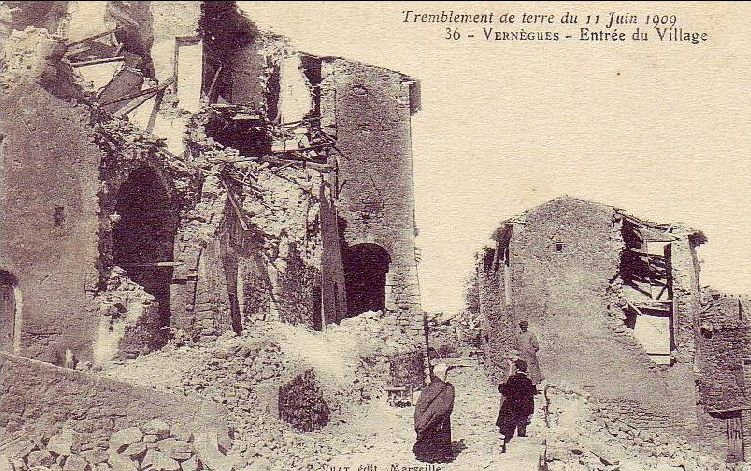
Schäden des Erdbebens vom 11. Juni 1909 am Ortseingang von Vernègues

Es wurden Vorbeben am 26. Mai 1909 in Le Puy-Sainte-Réparade und am 28. Mai in Saint-Cannat verzeichnet. Kurz vor dem Hauptbeben zeigten domestizierte und wilde Tiere unnatürliche Verhaltensweisen, Vögel flogen tief, Nutztiere strebten ins Freie oder wurden, wenn angebunden, sehr unruhig.

Das Hauptbeben erfolgte am späten Abend des 11. Juni 1909 um 21:15. Aufgrund der Tageszeit konnten sich zahlreiche Menschen trotz verheerender Schäden noch ins Freie retten.
Teils heftige Nachbeben, unter anderem am 10. Juli in Meyrargues, vom 12. bis zum 14. und nochmals am 16. Juli in Puyricard, Arles, Lambesc, Marseille und Toulon sorgten für Unruhe und teilweise Panik unter der Bevölkerung. Viele Menschen zogen es vor, unter freiem Himmel zu schlafen, um vor Gebäudeeinstürzen sicher zu sein.
Das Erdbeben war das heftigste in Frankreich seit dem 23. Juni 1654, als ein Erdbeben mit Epizentrum in Roquebillière stattfand. Das Erdbeben wurde in den Départements Gard, Vaucluse, Alpes-de-Haute-Provence und Var verspürt.

## Entstandene Schäden

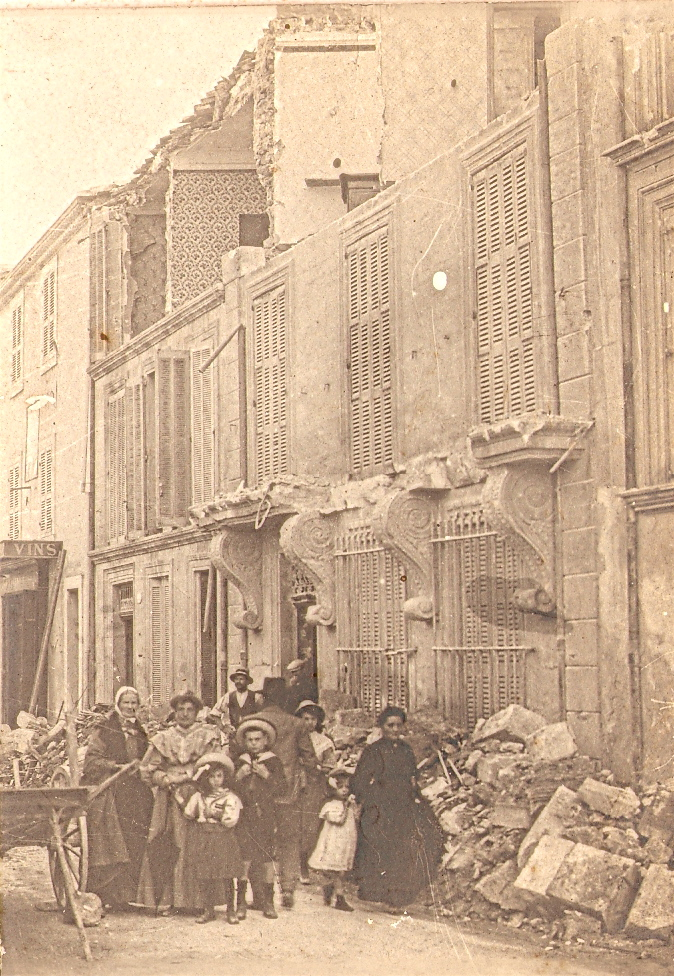
Das Viertel Puy du Mouton in Salon-de-Provence nach der Erdbeben

- Lambesc im Département Bouches-du-Rhône: Zahlreiche zerstörte Häuser.
- Aix-en-Provence (Bouches-du-Rhône): Das Dach eines handwerklichen Betriebs stürzt ein.
- Cornillon-Confoux (Bouches-du-Rhône): Teilweise Zerstörung der Kirche (Einsturz des Tympanon).
- La Barben (Bouches-du-Rhône): Einsturz eines Turms des Schlosses.
- Le Puy-Sainte-Réparade (Bouches-du-Rhône): Mehr als 20 zerstörte Häuser, zwei Tote. Mehrere Brunnen werden schlammig.
- Mouriès (Bouches-du-Rhône): Der obere Teil des Glockenturms bricht zusammen.
- Pertuis (Vaucluse): Schäden an mehreren Brücken über den Canal de Marseille.
- Rognes: Beträchtliche Schäden und vierzehn Tote[9]. Der Einsturz eines Schafstalls führt zum Tod von 150 Schafen.
- Salon-de-Provence (Bouches-du-Rhône): Starke Schäden. Zwanzig Meter Mauerwerk des Château de l'Empéri sind eingestürzt.
- Venelles (Bouches-du-Rhône): Der obere Dorfteil ist weitestgehend zerstört.
- Vernègues (Bouches-du-Rhône): Einsturz des Schlosses, nahezu die Gesamtheit der Häuser ist zerstört, es gab zwei Tote. Das Dorf wurde auf einer tieferen Lage wieder aufgebaut.
- Avignon: Der Glockenturm des Augustinerklosters schwankt und ist seitdem schief.